# Urdolmen Mørkhøjgaard

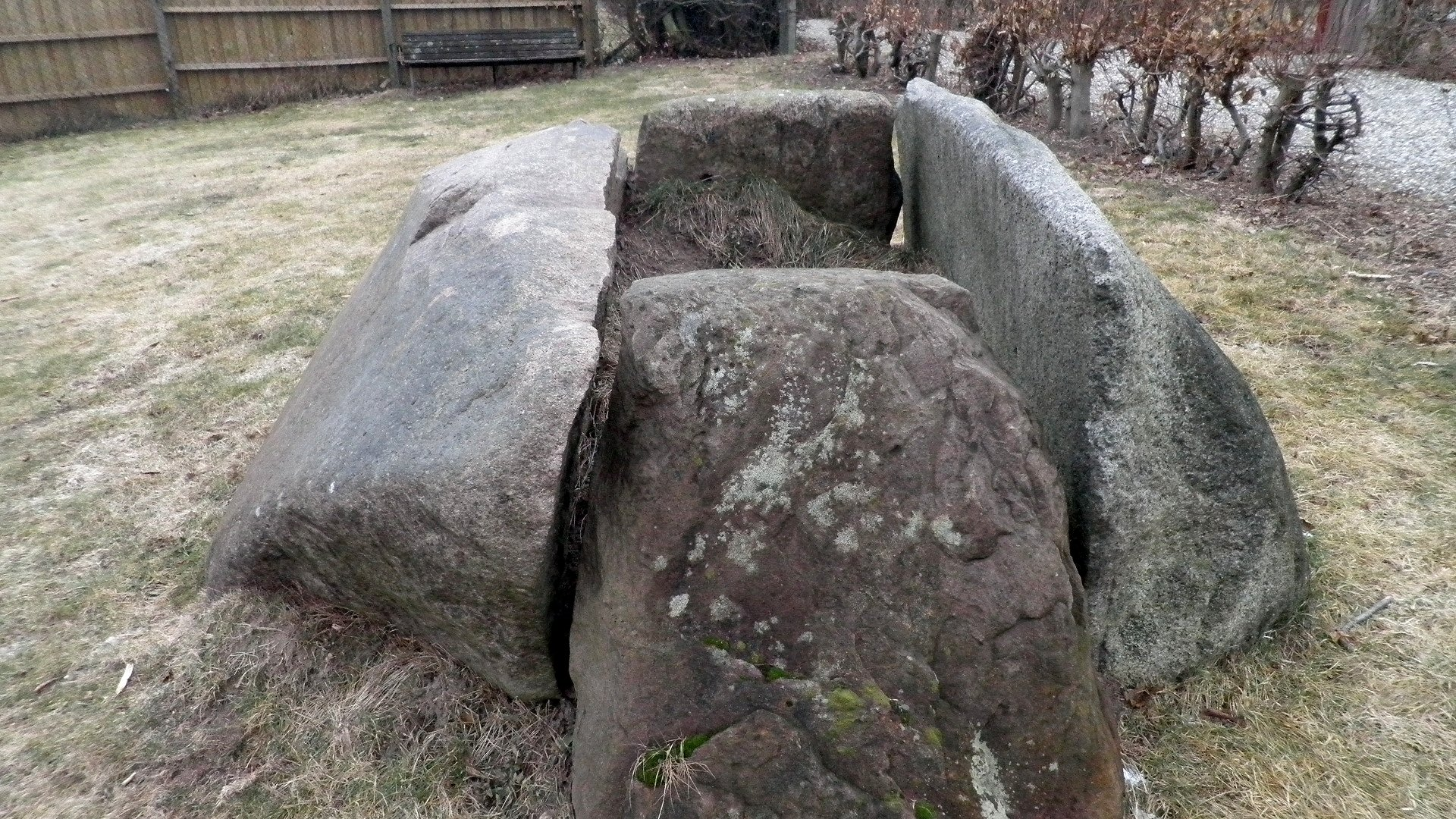
Urdolmen von Mørkhøjgaard

Der Urdolmen Mørkhøjgaard, auch Mørkhøjgård oder Gladsaxe Dyssekammer genannt, in Gladsaxe liegt in der Region Hovedstaden auf der Insel Seeland in Dänemark.
Es ist ein typisches Beispiel eines frühen rechteckigen Urdolmens aus vier massiven Steinen, die oben mit schmalen Kanten enden und eine 1,5 Meter lange und 0,5 m breite Kammer bilden. Der Deckstein fehlt ebenso wie der deckende Hügel.
Der aus vier großen Blöcken, deren glatte Seiten innen liegen, errichtete West-Ost-orientierte Urdolmen ist eine Megalithanlage der Trichterbecherkultur (TBK) aus der mittleren Jungsteinzeit (3500–3000 v. Chr.) und ein gutes Beispiel für eine Kammer dieses Typs. Allerdings liegt die etwa 1,5 m lange und 0,5 m breite Kammer, deren Deckstein fehlt, heute auf einer Rasenfläche am Rande einer Gartenkolonie, müsste jedoch im Boden eingetieft sein.
In der Nähe liegt der Schneckenhügel (dänisch sneglehøj) von Gladsaxe.